# Magny-en-Bessin
Magny-en-Bessin – miejscowość i gmina we Francji, w regionie Normandia, w departamencie Calvados.
Według danych na rok 1990 gminę zamieszkiwało 126 osób, a gęstość zaludnienia wynosiła 29 osób/km² (wśród 1815 gmin Dolnej Normandii Magny-en-Bessin plasuje się na 760. miejscu pod względem liczby ludności, natomiast pod względem powierzchni na miejscu 937.).